# Midnight Special (Harry Belafonte)
Midnight Special è un album in studio del cantante statunitense Harry Belafonte, pubblicato nel 1962.

## Tracce
1. Midnight Special – 3:55
2. Crawdad Song – 3:32
3. Memphis Tennessee – 4:53
4. Gotta Travel On – 4:20
5. Did You Hear About Jerry? – 2:52
6. On Top of Old Smokey – 5:54
7. Muleskinner – 3:26
8. Makes a Long Time Man Feel Bad – 5:40
9. Michael Row the Boat Ashore – 3:54